# 안녕하세요, 하느님? 저 마거릿이에요
안녕하세요, 하느님? 저 마거릿이에요(Are You There God? It's Me, Margaret.)는 미국의 작가 주디 블룸의 소설로, 1970년 처음 출간되었다. 주인공 마가렛 심슨은 자신의 부모의 종교간 결혼으로 인해 특정한 종교적 소속 없이 성장한 6학년 학생이다. 이 현실감있는 소설은 1970년대에 초중교 학생들에게 인기가 있었다.